# Aleksander von Benckendorff
Aleksander von Benckendorff (ros.: Александр Христофорович Бенкендорф; ur. 4 lipca 1783 w Tallinnie, Estonia, zm. 5 października 1844 w Petersburgu, Rosja) – generał kawalerii (ros. генерал от кавалерии) armii Imperium Rosyjskiego oraz szef carskiej tajnej policji, wolnomularz
Jako szef III Oddziału Kancelarii Osobistej Jego Cesarskiej Mości (tzn. rosyjskiej tajnej policji) rozwinął sieć szpiegów i środki represji w państwie. Powołanie przez cara Mikołaja I 6 lipca 1826 roku III Oddziału było jedną z odpowiedzi na powstanie dekabrystów. Tajna policja miała być „spoiwem” przemieniającym rządzących i rządzonych w monolit, w którym nie byłoby możliwe pojawienie się jakiejkolwiek niezależnej myśli politycznej. 
Organizacja, licząca początkowo zaledwie 16 funkcjonariuszy, rozrastała się w szybkim tempie, ale efekty jej działań były odwrotne od zamierzonych, prowadziły bowiem do ugruntowania w rządzących złudnego przekonania, że w Rosji panuje ład, co ich usypiało. W roku 1830, w swym dorocznym raporcie Benckendorff donosił Mikołajowi, że wbrew temu co działo się we Francji i w Belgii „żadne zgubne idee nie pojawiły się w cesarstwie”. Kilka dni później wybuchło powstanie listopadowe.
Obok Mienszykowa, Kisielowa, Daszkowa i Nesselrode'a hrabia Benckendorff był członkiem ścisłego grona doradców i przyjaciół Mikołaja I. Był mu całkowicie oddany.
Wiosną 1844 roku udał się w podróż do Niemiec i w drodze powrotnej (23 września 1844 st.stylu) nagle zmarł.
Jego brat Konstantin von Benckendorff również był rosyjskim generałem. Siostrą obu braci była znana w dyplomatycznym świecie księżna Dorothea von Lieven.
W 1830 odznaczony Orderem Orła Białego.

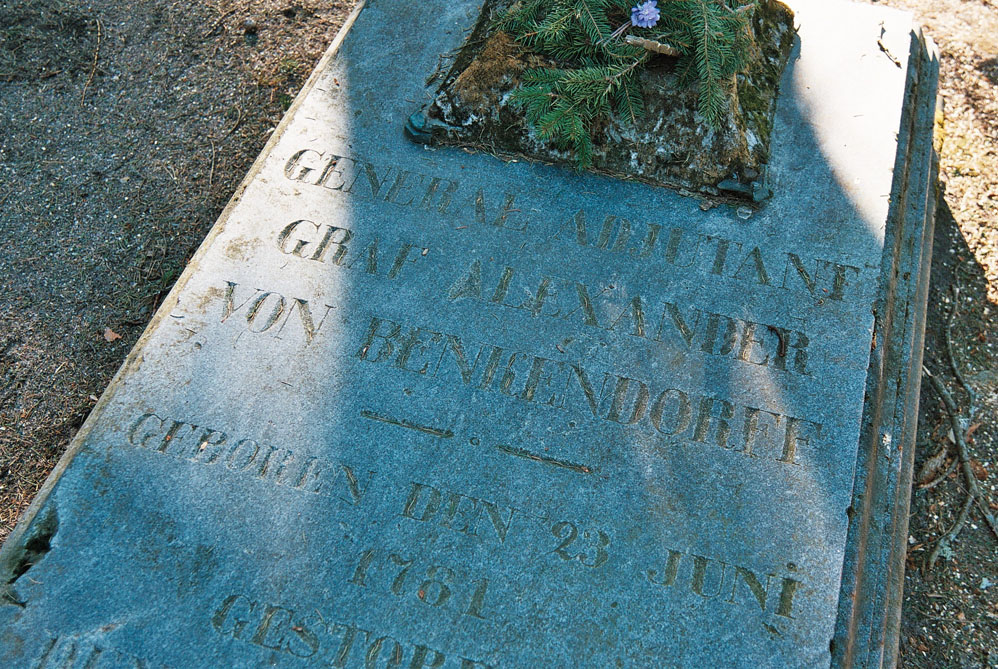
Grób Aleksandra von Benckendorffa w Keila-Joa w Estonii